# Pavel Davidovič Kogan
Pavel Davidovič Kogan (in russo Павел Давидович Коган?; Kiev, 4 luglio 1918 – Novorossijsk, 23 settembre 1942) è stato un poeta russo.
Autore delle parole della canzone “Brigantina”.

## Biografia
Nato a Kiev nella famiglia di David Borisovič Kogan (1895 – 1970) e Fanja Mojseevnaja Kogan (1896 – 1977), nel 1922 si trasferì a Mosca insieme ai suoi genitori. Dal 1936 al 1939 studiò dapprima presso l'Istituto di filosofia, letteratura e storia di Mosca e poi presso l'Istituto letterario A. M. Gor'kij. Kogan si distinse dal gruppo di giovani poeti riuniti nel circolo poetico di Il'ja Sel'vinskij (tra cui Aleksandr Jašin, Sergej Narovčatov, Michail Kul'čickij ed altri). Durante la sua vita Kogan non pubblicò, sebbene le sue poesie fossero già popolari tra la gioventù letteraria di Mosca. Insieme al suo amico G. Lepskij, Pavel Kogan compose diverse canzoni tra cui Brigantina (1937), grazie alla quale divenne famoso negli anni sessanta.
Nel 1940, per la prima volta, Kogan lesse estratti del romanzo in versi Vladimir Rogov di Iosif Utkin, il capo dell'Associazione dei giovani poeti presso l'Unione degli scrittori nella Casa dei letterati.
Kogan partecipò ad una spedizione geologica in Armenia quando scoppiò la Seconda guerra mondiale. Tuttavia per motivi di salute (miopia), egli fu dispensato dalla coscrizione e divenne un interprete militare. Kogan scrisse una canzone per il suo battaglione sulla melodia di Brigantina.
Il 23 settembre 1942, sulla collina di Sacharnaja Golova, vicino a Novorossijsk, Kogan ed il suo gruppo durante una missione di ricognizione si trovarono a partecipare ad uno scontro a fuoco durante il quale il poeta fu ucciso.
A Pavel Davidovič Kogan è stata assegnata postuma una medaglia del concorso letterario Ostrovskij (1968), organizzato dall'Unione degli scrittori dell'URSS e dalla casa editrice Molodaja Gvardija. Le sue opere sono state tradotte in molte lingue straniere.
(Vol'fgang Kazak)

## Famiglia
Kogan si sposò con la scrittrice Elena Rzhevskaya, con la quale ebbe una figlia chiamata Olga Pavlovna Kogan. Sua figlia si sposò con Boris Davidovich Summ, dottore in scienze chimiche e professore all’Università di Mosca.

## Opere
- Kogan P. Groza. — M., Sovetsky pisatel, 1960.-96 s.
- Imena na poverke. — M., 1963 Имена
- Imena na poverke. – Izd-vo Molodaya Gvardiya, 1965, 1975. /Sost – D. Kovalyov, predisl. -S. Narovchatov/.
- Stikhi // Sovetskie poeti, pavshie na Velikoi Otechestvennoi Voine / Predisl. A. Surkova. Vstup. st. V. Kardina. — M. — L., 1965.
- Kogan P. Stikhi. Vospominaniya o poete. Pisma. — M., Molodaya gvardiya, 1966
- Kogan P. Groza. — M., Sovetsky pisatel, 1989. — 176 s. Tirazh 50000 ekz. ISBN 5-265-00035-6